# James Alan Gardner
James Alan Gardner (ur. 10 stycznia 1955 w Simcoe) – kanadyjski pisarz, twórca literatury science fiction.
Ukończył studia licencjackie i magisterskie z zakresu matematyki na University of Waterloo. Otrzymał nagrody literackie m.in. Nagrodę im. Theodore’a Sturgeona, za nowelę Broń promieniowa – love story i dwukrotnie Prix Aurora Award za opowiadanie Muffin Explains Teleology to the World at Large ISFDB Title Record oraz nowelę Three Hearings on the Existence of Snakes in the Human Bloodstream ISFDB Title Record).

## Dzieła

### Powieści
Seria League of Peoples
1. Expendable (1997)
2. Commitment Hour (1998)
3. Vigilant (1999)
4. Hunted (2000)
5. Ascending (2001)
6. Trapped (2002)
7. Radiant (2004)

- The Man of Bronze (2004)

### Nowele
- The Children of Crèche (1990)
- The Reckoning of Gifts (1992)
- The Young Person's Guide to the Organism (1992)
- The Last Day of the War, With Parrots (1995)
- All Good Things Come from Away (1996)
- Three Hearings on the Existence of Snakes in the Human Bloodstream  (1997)
- Broń promieniowa – love story (The Ray-Gun: A Love Story 2008, wyd. pol. Kroki w nieznane 2013)
- Three Damnations: A Fugue (2011)
- A Clean Sweep With All the Trimmings (2011)
- A Host Of Leeches (2012)

### Opowiadania
- Muffin Explains Teleology to the World at Large (1990)
- Reaper (1991)
- Shadow Album (1991)
- Hardware Scenario G-49 (1991)
- Kent State Descending the Gravity Well (1992
- Love-in-Idleness (1997)
- Sense of Wonder (1998)
- Ars Longa, Vita Brevis (2000)
- Ascending (excerpt) (2001)
- Rain, Ice, Steam (2002)
- The Eightfold Career Path; or Invisible Duties (2003)
- Axial Axioms (2004)
- A Changeable Market in Slaves (2005)
- Withered Gold, the Night, the Day (2005)
- Lesser Figures of the Greater Trumps (2005)
- Shopping at the Mall (2005)
- All the Cool Monsters at Once (2006)
- All in the Timing (2007)
- Truth-Poison (2009)
- The One with the Interstellar Group Consciousnesses (2009)

### Literatura faktu
- Learning UNIX (1994)
- From C to C (1995)
- Commitment Hour Reading Group Guide (1998)

### Eseje
- Introduction (Iterations) (2002)
- Author’s Note (Radiant) (2004)
- Preface (Gravity Wells: Speculative Fiction Stories) (2005)